# Pseudobathyalozoon profundum
Pseudobathyalozoon profundum is een mosdiertjessoort, de plaatsing in een familie is nog onzeker. De wetenschappelijke naam van de soort is voor het eerst geldig gepubliceerd in 2006 door d'Hondt.